# Molly Egelind
Molly Maria Blixt Hasselflug-Egelind (født 20. november 1987) er en dansk skuespiller. Efter uddannelse fra Syddansk Musikkonservatorium og Skuespillerskole i Odense i 2015 har hun siden medvirket i flere danske film- og tv-produktioner som Okay (2002), Den skaldede frisør (2012) og Sygeplejeskolen (2018-2022).
Egelind deltog i sæson 15 af Vild med dans, hvor hun dansede med den professionelle danser Mads Vad. Parret endte på en andenplads.

## Opvækst
Egelind blev født den 20. november 1987 som datter af Søs Egelind, skuespiller og Björn Blixt, filmfotograf.

## Karriere
Egelind medvirkede i 2021 i DRs kunstprogram Søs, Molly og malerne, hvor hun sammen med sin mor, Søs Egelind, portrætterede nogle af de største kunstmalere i Danmark gennem tiden.

## Privatliv
Egelind blev i august 2016 gift med Benjamin Katzmann Hasselflug, skuespiller, i København. De har sammen to døtre, Elinor (f. 2014) og Wilma (f. 2021).

## Filmografi

### Film
| År   | Film                          | Rolle      |
| ---- | ----------------------------- | ---------- |
| 2002 | Okay                          | Katrine    |
| 2005 | Far til fire - gi'r aldrig op | Camilla    |
| 2006 | Supervoksen                   | Ekspedient |
| 2007 | Fighter                       | Sofie      |
| 2010 | To All My Friends             | Stine      |
| 2011 | Frit fald                     | Servitrice |
| 2012 | Den skaldede frisør           | Astrid     |
| 2016 | Yes So Maybe                  | Linda      |

### Tv-serier
| År        | Serie            | Rolle          |
| --------- | ---------------- | -------------- |
| 2016      | Den Anden Verden | Frederikke     |
| 2017      | Mercur           | Ditte          |
| 2018      | Håbet            | Frue           |
| 2021      | Kometernes jul   | Anna           |
| 2018-2022 | Sygeplejeskolen  | Anna Rosenfeld |